# Sasuda Yusuke
Yusuke Sasuda (sinh ngày 6 tháng 6 năm 1978) là một cầu thủ bóng đá người Nhật Bản.

## Sự nghiệp câu lạc bộ
Yusuke Sasuda đã từng chơi cho Bellmare Hiratsuka.